# 기후변화 적응
기후변화 적응(climate change adaptation)은 기후변화의 영향에 적응하는 과정이다. 이는 현재 또는 예상되는 영향일 수 있다. 적응은 사람들에게 해를 끼치는 것을 완화하거나 방지하는 것을 목표로 한다. 기회를 활용하는 것도 목표이다. 인간은 자연계의 조정을 돕기 위해 개입할 수도 있다. 많은 적응 전략이나 옵션이 있다. 이는 사람과 자연에 대한 영향과 위험을 관리하는 데 도움이 될 수 있다. 적응 조치의 네 가지 유형은 인프라, 제도, 행동 및 자연 기반 옵션이다.
적응의 필요성은 장소에 따라 다르다. 이는 인간이나 생태계에 대한 위험에 따라 달라진다. 개발도상국은 기후 변화에 가장 취약하고 그 영향을 가장 많이 받기 때문에 적응이 특히 중요하다. 경제 생산량, 일자리 및 소득에 중요한 식량, 물 및 기타 부문에 대한 적응 요구가 높다.
적응 계획은 국가가 기후 위험을 관리하는 데 중요하다. 계획, 정책 또는 전략은 70% 이상의 국가에서 시행되고 있다. 시, 지방 등 다른 수준의 정부에서도 적응 계획을 사용한다. 경제 부문도 마찬가지다. 기부 국가는 국가적 적응 계획 개발을 돕기 위해 개발도상국에 자금을 제공할 수 있다. 이는 그들이 더 많은 적응을 구현하도록 돕는 데 중요하다. 지금까지 수행된 적응은 현재 기후변화 수준의 위험을 관리하기에는 충분하지 않는다.  그리고 적응은 또한 미래의 기후변화 위험을 예측해야 한다. 기후 변화 적응 비용은 향후 수십 년 동안 연간 수십억 달러에 달할 가능성이 높다. 대부분의 경우 비용은 피해를 방지하는 것보다 적다.

## 정의
IPCC에서 정의하는 기후변화 적응은 다음과 같다:
- "인간의 시스템에서 피해를 완화하거나 유익한 기회를 이용하기 위해 실제 또는 예상되는 기후와 그 영향에 대한 적응 과정"[1]:5
- "자연계에서 적응은 실제 기후와 그 영향에 대한 적응 과정이며 인간의 개입은 이를 촉진할 수 있다."[1]:5

적응을 위한 행동들은 점진적이거나 변혁적일 수 있다. 점진적이라는 것은 시스템의 본질과 본래의 모습을 유지하는 것을 목적으로 하는 것이고 변혁적이라는 것은 기후 변화와 그 영향에 대응하여 시스템의 기본 속성을 변경하는 것이다.

## 필요성
기후변화에 대한 연구는 1990년대부터 행해져왔으며 하위분야에 대한 연구 또한 그 수와 다양성이 증가해왔다. 적응은 2010년대 파리협정 이후 정책의 분야로 확립되었고 정책연구의 중요한 주제가 되었다.:167

### 기후변화 영향에 대한 연구
더 알아보기: 기후변화의 영향
기후변화 적응에 대한 연구는 일반적으로 기후변화가 사람, 생태계 및 환경에 미치는 영향에 대한 분석에서부터 시작한다. 영향을 받는 범주는 삶, 생계, 건강 및 웰빙, 생태계와 종(種), 경제, 사회 및 문화적 가치 그리고 인프라 등이 있다. :2235 또한 이러한 영향에는 농산물의 수확량 변화, 빈번해진 홍수 혹은 가뭄 또는 산호 표백이 포함될 수 있다. 이러한 영향들에 대해 분석하는 것은 현재와 미래의 적응이 요구하는 옵션들을 이해하기 위한 중요한 단계라고 할 수 있다.
2023년 세계 평균 온도는 산업화 이전보다 14.98°C 높으며 (2022년에는 1.2°C였다) 세기말에 이르러서는 2.5 to 2.9°C 까지 증가하는 추세이다. 이는 다양한 2차 효과를 일으킨다.
기후변화의 많은 부정적인 영향들은 평균적인 조건들의 변화보다 극단적인 변화가 대부분이다. 예를 들어 한 항구에서의 평균해수면보다 폭풍 해일에서의 수위가 더 중요하다. 이는 폭풍 해일은 홍수를 유발하기 때문이다. 이처럼 한 지역에서의 평균 강우량 또한 극심한 가뭄 혹은 홍수의 빈도보다 중요하지 않을 수 있다.

### 재해 위험과 이에 대한 대응 및 대비
기후 변화는 재해를 유발할 수 있다. 그렇기에 전문가들은 기후변화 적응을 재난위험을 경감시키기 위한 여러 방법들 중 하나로 여기기도 한다. 결국 재난에 대한 위험을 경감시키는 것은 지속가능한개발에 대한 광범위한 고려 대상 중 하나이다. 기후변화 적응과 재난위험경감은 위험의 잠재적 영향을 줄이고 위험에 처한 사람들의 회복력을 높이기 위함이라는 공통의 목표를 갖는다.
재난은 종종 자연적 원인에 의해 발생한다. 화재나 홍수 혹은 가뭄과 같은 자연적인 사건들 그 자체로는 재난이 되지는 않는다. 하지만 그러한 사건들로 인해 사람들이 영향을 받거나 사람에 의해 발생한 경우 재난이라고 일컬어진다. 자연재해는 항상 인간의 행동이나 활동과 연관되거나 인위적인 과정에 의해 발생된다고 여겨진다. 재난, 경제적 손실 그리고 위협을 유발하는 근본적인 취약성이 증가하고 있다. 기후변화와 같은 범지구적인 위협은 모든 곳에서 큰 영향을 미치고 있다. 과학자들은 기후 변화가 이상기후 현상과 재난의 빈도와 심각성을 증가시킬 것이라 예측한다. 따라서 적응에는 대비 혹은 관련 재난 대응 능력을 높이기 위한 조치들이 포함된다.

## 목표
인간에게는 피해를 완화하거나 회피하는 것을 목표로 하고 그 기회들을 이용하고자 한다. 자연계에서의 적응은 적응을 돕기 위한 인간의 개입을 말한다.

### 정책적 목표
2015년에 합의된 파리협정에서 21세기 지구의 기온 상승을 산업화 이전 수준보다 2°C 이하로 유지하고, 온도 상승을 1.5°C로 제한하기 위한 노력을 추진하도록 요구한다. 온실가스배출이 가까운 미래에 완전히 사라진다고 하더라도 지구온난화와 그 영향은 수년간 더 지속된다. 이는 기후 시스템의 관성때문이며 그렇기에 탄소 중립(Net zero)과 적응이 모두 필요한 이유이다.
적응에 관한 글로벌 목표도 파리협정에 따라 수립되었다. 전지구적 적응 목표의 구체적인 목표 및 지표는 개발중에 있다. 목표와 지표들은 협정 당사국들의 정부의 장기적인 적응 목표를 지원할 수 있을 것이다. 또한 1.5/2°C 목표의 맥락에서 가장 취약한 국가의 적응 요구에 대한 지원 자금을 지원하는 것을 목표로 한다. 여기에는 세가지 핵심 요소들이 있다. 기후 변화에 대한 노출(exposure)과 취약성(vulnerability)를 줄이고 적응 능력(adaptive capacity)을 향상시키며 회복력(resilience)을 강화한다.

### 위험요소 감소: 취약성 및 노출
적응은 상호작용하는 위험(hazards), 취약성(vulnerability), 노출(exposure) 3가지의 위험 요소를 해결함으로써 기후 위험을 줄일 수 있다. 하지만 이 위험들을 직접 없애는 것은 불가능한데 이는 기후의 현재와 미래에 일어나는 변화들에 영향을 받기 때문이다. 대신 적응은 기후 관련 위험이 인간 및 생태 시스템의 노출 및 취약성과 상호 작용하는 방식을 통해 일어나는 기후 영향의 위험을 다룬다.:145–146 노출이란 사람, 생계, 생태계 및 기타 자산들이 기후 변화에 의한 부정적인 영향들을 받을 수 있는 장소에 있는 것을 말한다. 범람원과 같이 기후 위험이 높은 지역에서는 뒤로 물러나 벗어남으로써 노출을 줄일 수 있다.  대피를 위한 조기 경보 시스템 개선 또한 노출을 줄일 수 있다.:88 IPCC(기후변화에 관한 정부간 패널)는 기후변화 취약성을 "기후변화로 인해 악영향을 받을 성향이나 경향"이라고 정의한다. 이는 인간뿐만 아니라 자연계에서도 적용될 수 있는데 인간과 생태계의 취약성은 상호 의존적이기 때문이다.:12 IPCC에 따르면 기후변화 취약성은 피해에 대한 민감성 또는 감수성, 대처 및 적응 능력 부족 등 다양한 개념과 요소를 포함한다.:5 예를 들어 저수지의 저장 용량을 늘리거나 기후 변동에 더 강한 작물을 심으면 기후 변화에 대한 민감도가 감소할 수 있다. 녹색 정원이 있는 마을과 도시의 취약성을 줄이는 것 또한 가능하다. 이러한 것들은 저소득 지역에서의 열 스트레스와 식량 불안정을 줄일 수 있다.:800
생태계 기반 적응은 기후 위험에 대한 취약성을 줄이는 한 가지 방법이다. 예를 들어 맹그로브는 폭풍의 힘을 줄일 수 있으며 홍수를 예방하는데 도움이 되기도 한다. 그렇기에 맹그로브 서식지를 보호하는 것은 적응의 한 예가 될 수 있는 것이다. 보호방안과 생계의 다양화는 회복탄력성을 증가시키고 취약성을 감소시킨다. 또 다른 방법으로는 사회적 보호를 강화하고 더 강한 인프라를 구축하는 방법이 있다.

### 적응 역량 강화
기후 변화라는 맥락에서 적응 능력은 인간, 자연 또는 관리되는 시스템을 포함한다. 기후 변동성과 극한의 상황들에 대해서, 기후 변화에 적응하여 잠재적인 피해를 완화하고 기회를 활용하거나 결과에 대처할 수 있는 시스템의 능력을 말한다. 적응 용량은 적응 자체와 같지 않다. 적응 능력은 기후 관련 위험의 부정적인 영향 가능성을 줄이는 능력을 말한다. 효과적인 적응 전략을 설계 및 구현하거나 진화하는 위험 및 스트레스에 대응할 수 있는 능력을 통해 이를 수행한다. 그렇기에 변화에 빠르고 성공적으로 대응할 수 있는 사회가 적응 능력이 높다. 반대로, 높은 적응 능력을 가지고 있다고 해서 반드시 성공적인 적응 행동으로 이어지는 것은 아니며 형평성과 웰빙 향상이라는 목표에 항상 성공하는 것도 아니다.:164 예를 들어, 서유럽의 적응 능력은 일반적으로 높은 것으로 간주된다. 그러나 전문가들 가축이 걸리는 질병들의 가능성을 증가시키는 따뜻한 겨울의 위험을 연구했음에도 2007년 유럽에서 많은 지역의 가축들이 청설병에 걸림으로써 여전히 골머리를 앓았다.
일반적으로 적응 역량은 고소득 국가와 저소득 국가 간에 차이가 있다. ND-GAIN(Notre Dame Global Adaptation Index)과 같은 일부 지수들에 의하면 고소득 국가는 적응 역량이 더 높은 경향이 있지만 국가들 간에도 큰 편차가 존재한다.:164
적응 능력의 결정 요인은 다음과 같다::895–897
- 경제적 자원: 부유한 국가는 가난한 국가보다 기후 변화에 대한 적응 비용을 더 잘 부담할 수 있다.
- 기술: 기술의 부족은 적응을 방해할 수 있다.
- 정보 및 기술: 성공적인 적응 옵션을 평가하고 구현하기 위해 충분한 정보와 훈련된 인력을 필요로 한다.
- 사회기반시설
- 제도: 사회 제도가 잘 발달된 국가는 보다 덜 효율적인 제도를 가진 국가보다 적응 능력이 더 클 가능성이 높다. 일반적으로 전환기에 있는 개발도상국과 경제에서의 제도가 비교적 덜 발달되어있다.
- 형평성: 일부 사람들은 자원에 대해 공평한 접근을 할 수 있는 정부 기관과 제도가 있는 곳에서의 적응 능력이 더 높다고 한다.

### 회복탄력성 강화
IPCC는 기후 회복탄력성을 "위험한 사건이나 추세 혹은 교란에 대처할 수 있는 사회, 경제 및 생태계의 능력"이라 말하며 재구성 및 학습능력을 포함한다.:7 이는 기후 변화 적응의 정의와 유사하지만 회복탄력성은 변화를 흡수하기 위한 보다 체계적인 접근 방식을 포함한다. 효율성을 위해 그러한 변화를 이용하기도 한다. 위기를 기회로 삼아 인간이 시스템을 재구성할 수 있는 것이다.:174 그들은 재구성을 개발목표와 같은 보다 바람직한 방향으로 이끌 수 있다.

### 완화와의 시너지
기후변화를 제한하기 위한 전략들은 적응과 상호보완적이다.:128 온실가스 배출을 줄이고 대기중에서 없애기 위한 노력들을 통해 온난화를 멈추는것을 기후변화 완화라고 한다.
이러한 적응과 완화 사이에는 시너지와 공통의 이익이 있다. 예를 들면 대중교통이 완화와 적응에서의 시너지를 만들 수 있다. 대중교통은 자동차보다 이동거리당 온실가스 배출량이 낮으며 좋은 대중교통 네트워크는 대피를 용이하게 하기에 재난상황에서의 회복력을 높일 수 있다. 또한 대중 교통으로 인한 대기 오염 감소는 개개인의 건강을 향상시킨다. 이는 다시 근로자들의 건강 수준을 높여 더 나은 성과를 내게 하기에 경제적 회복력을 향상시킬 수 있다.

## 대응 옵션
적응에 대한 많은 적응대책, 전략 또는 해결책들과 같은 옵션들이 있다. 이러한 옵션들을 통해  기후변화가 가져오는 사람과 자연에 대한 영향과 위험들을 줄이고자 한다.
현재의 적응은 단기적인 기후위험들에 초점을 맞추고 있다. 또한 물과 농업과 같은 특정 분야나 혹은 아프리카와 아시아와 같은 더 취약한 지역들에 초점을 맞춘다. 위험들로부터 견딜 수 있는 수준에 도달하기 위해서는 오늘날의 기후변화 수준과 이행되고 있는 현재의 적응 수준 사이의 갭(gap)을 줄이는 것이 매우 중요하다. 그러나 앞으로의 적응은 미래의 기후변화 위험도 예측해야한다. 현재의 옵션들 중 일부는 지구 온난화가 더욱 증가함에 따라 그 효과가 떨어지거나 실현 불가능해 질 수 있기 때문이다.
적응 대응들은 모두 직접적으로 위험을 줄이고 기회들을 활용하는 것을 목표로 4가지 범주로 나뉜다::2428
1. 인프라 및 기술 적응(엔지니어링, 구축 환경, 첨단 솔루션 포함);
2. 제도적 적응(경제조직, 법령, 정부정책 및 프로그램);
3. 행동 및 문화(개인 및 가정 전략, 사회 및 지역사회 접근);
4. 자연 기반 솔루션(생태계 기반 적응 옵션 포함).

또한 3가지 카테고리로 나뉠 수 있다.
1. 구조적 및 물리적 적응(엔지니어링 및 구축 환경, 기술, 생태계 기반, 서비스 포함);
2. 사회 적응(교육적, 정보적, 행동적);
3. 제도적 적응(경제조직, 법령, 정부정책 및 프로그램).[37]:845

적응 유형을 구별하는 다른 방법들로는 예상 대 반응, 자율 대 계획, 점진적 대 변혁적이 있을 수 있다.:134
- 점진적인 적응 행동들은 시스템의 본질과 본래의 모습을 유지하는 것을 목표로 한다. 변혁적 행동은 기후변화와 그 영향에 대응하여 시스템의 기본 속성을 바꾸는 것이다.[39]
- 자율적응은 경험된 기후와 그 영향들에 대해 대응하는 적응이다. 그것은 명시된 계획을 포함하지 않으며 기후 변화를 해결하는 데 특별히 초점을 맞추지는 않는다.[39] 계획된 적응은 반응적이거나 사전적일 수 있다. 사전적응은 영향이 발생하기 전에 수행되는 것이다. 기후 변화에 대한 자율적인 적응에만 의존하면 상당한 비용이 발생할 수 있다. 계획된 적응을 통해 이러한 비용의 많은 부분을 줄일 수 있다.[40]:904

### 인프라 및 기술 옵션

#### 구축된 환경
구축된 환경 옵션에는 홍수, 해수면 상승, 폭염 및 극심한 더위로부터 보호하기 위한 인프라 구축 또는 개선이 포함된다. 또한 농업에서의 변화한 강우 패턴에 대응하기 위한 인프라도 포함된다. 관개 시설이 여기에 포함될 수 있다. 이것들은 아래의"기후 변화 영향의 유형별" 섹션에서 자세히 설명하고있다.

#### 조기경보시스템
조기 경보 시스템(Early warning system)은 일련의 정보 통신 시스템으로 구현될 수 있는 경보 시스템으로, 위험을 조기에 식별하기 위한 센서, 이벤트 감지 및 의사 결정 하위 시스템으로 구성된다. 이것들은 함께 작동하여 물리적 세계의 안정성에 부정적인 영향을 미치는 교란을 예측하고 신호를 보내 대응 시스템이 불리한 사건에 대비하고 그 영향을 최소화할 수 있는 시간을 제공한다.
효과적이려면 조기 경보 시스템이 위험에 처한 지역사회를 적극적으로 참여시키고, 공공 교육과 위험 인식을 촉진하고, 경보와 경고를 효과적으로 전파하고, 지속적인 준비 상태를 유지해야 한다. 완전하고 효과적인 조기 경보 시스템은 위험 분석, 그리고 모니터링, 경고, 보급 및 의사소통, 그리고 대응 능력이라는 네 가지 주요 기능을 지원한다.

#### 기후 서비스
기후 정보 서비스(CIS) 또는 기후 서비스는 사람과 조직이 의사 결정을 내리는 데 도움이 되는 방식으로 기후 데이터를 배포하는 것을 수반한다. CIS는 사용자가 변화하고 예측할 수 없는 기후와 관련된 위험을 예측하고 제어할 수 있도록 지원한다. 관련되고 정확하며 신뢰할 수 있는 기후 정보에 대한 타깃 사용자 커뮤니티의 접근, 해석, 소통 및 사용과 그 사용에 대한 피드백을 포함하는 지식 루프를 포함한다. 기후 정보 서비스에는 유용한 기후 데이터, 정보 및 지식의 적시 생산, 번역 및 전달이 포함된다. 기후 서비스는 가장 사용 가능하고 접근 가능한 형식으로 사용 가능한 최상의 기후 정보를 최종 사용자에게 제공하는 시스템이다. 그들은 기후 변화 적응, 완화 및 위험 관리 결정을 지원하는 것을 목표로 한다. 기후 데이터를 해석, 분석 및 소통하기 위한 광범위한 관행과 제품이 있다. 그들은 종종 다양한 소스와 다양한 유형의 지식을 결합한다. 그들은 잘 지정된 요구를 충족시키는 것을 목표로 한다. 이러한 기후 서비스는 과학적 연구의 결과인 공급 중심 정보 제품에서 변화를 나타낸다. 대신 수요 중심적이며 사용자의 요구와 의사 결정을 더 많이 고려한다. 이를 위해서는 서비스가 제공하고자 하는 목표에 따라 다양한 유형의 사용자-프로듀서 참여가 필요하다. 이러한 유형의 협업을 공동 디자인이라고 한다.

### 제도적 옵션
제도적 대응에는 구역 규제, 새로운 건축 법규, 새로운 보험 제도 및 조정 메커니즘이 있다.
정책은 기후변화적응에 대한 문제들을 통합하는 중요한 장치이다. 국가수준에서의 적응전략은 국가적응계획(NAPS(National Adaptation Plan))와 국가적응행동계획((National Adaptation Programme of Action))(NAPA)에 나타난다. 또한 국가 기후 변화 정책과 전략에서도 나타난다. 이들은 다른 국가들과 도시들에서 다양한 수준에서의 개발이 있다. 이에 대해서는 아래 "이행" 섹션에서 더욱 알아보자.
토지 이용 계획, 공중 보건 및 재난 관리에 대해서는 시, 주 및 지방정부가 상당한 책임을 지는 경우가 많다. 제도적 적응 대응은 다른 영역에서보다 도시에서 더 자주 나타난다.:2434 일부는 홍수, 산불, 폭염, 해수면 상승 등 기후 변화로 심화된 위협들에 적응하기 시작했다.

#### 건축 법규
건물이 준수해야 하는 법규 또는 규정을 관리하는 것은 극한의 추위로부터 사람들을 건강하고 편안하게 하거나 홍수로부터 그들을 보호하는 데에 있어서 중요하다.:953–954 이를 위한 방법에는 여러가지가 있는데, 단열 향상, 일사 차폐 추가, 자연 환기 또는 패시브 쿨링 증가, 도시 열섬 효과를 줄이기 위한 녹색 지붕을 조성하도록 규제하거나 수변에 위치한 건물들이 더 높은 지반에 위치하도록 하는 규제들이 있다.:953–954 토지 이용 구역 통제는 도시 개발에 대한 투자의 중심이다. 홍수와 산사태 위험지역에 대한 위협을 줄일 수 있다.:942–943

#### 보험
보험은 홍수 및 기타 기상이변에 대해 재정적 영향을 넓힐 수 있다. 이러한 옵션의 가용성이 증가하고 있다.:814 예를 들어, 지수형보험은 강수량 또는 기온과 같은 날씨 지수가 임계값을 초과할 때 지급하게되는 새로운 상품이다. 농부와 같은 고객들이 생산에 대한 위험에 대처할 수 있도록 돕는 것을 목표로 한다. 재보험에 대한 접근은 도시를 더 탄력적으로 만들 수 있다. 민간보험시장이 실패할 경우 공공부문이 보험료를 보조할 수 있다. 한 연구에서 정책 고려 사항에 대한 주요한 형평성 문제를 찾아내었다:
- 공공자금에 위험을 전가한다고 해서 전체적인 위험이 감소하는 것은 아니다;
- 정부는 손실 비용을 공간이 아닌 시간에 따라 분산시킬 수 있다;
- 정부는 위험이 낮은 지역의 주택 소유자에게 위험이 높은 지역의 주택 소유자의 보험료를 교차 보조하도록 강제할 수 있다;
- 경쟁 시장에서 운영되는 민간 부문 보험사들의 교차 보조는 점점 더 어려워지고 있다.
- 정부는 미래의 재난에 대한 비용을 지불하기 위해 사람들에게 세금을 부과할 수 있다.

미국의 국가 홍수 보험 프로그램과 같은 위험 지역의 부동산을 개발하기 위한 정부 보조 보험은 인센티브의 역효과를 일으킨다는 비판을 받고 있다. 이는 전반적인 위험을 증가시킨다. 보험은 또한 적응을 증가시키기 위한 재산 수준 보호 및 회복력과 같은 다른 노력들을 도리어 약화시킬 수도 있다. 적절한 토지 이용 정책은 이러한 행동 효과에 대응할 수 있을 것이다. 이러한 정책은 현재 또는 미래에서 기후 위험이 있는 경우 신축을 제한한다. 그들은 또한 잠재적인 손실을 완화하기 위해 탄력적인 건축 법규의 채택을 권장한다.

#### 협동 메커니즘
협은 다양한 사람들 또는 조직들이 공유하는 목표를 달성하는 데 도움이 된다. 예를 들어 정보 공유 또는 적응 옵션들의 공동이행이 있다. 협동은 자원들을 효과적으로 사용하는것에 도움이 된다. 중복을 방지하고 정부들간의 일관성을 도모하며 관련된 모든 사람들과 조직들이 작업을 쉽게 이해할 수 있도록 한다.:5 식품 생산 부문에서 UNFCCC를 통해 자금을 조달하는 적응 프로젝트에는 종종 국가 정부와 주, 지방 또는 도시 수준에서의 행정부 간의 협동이 이루어진다. 지역사회 수준과 국가 정부 간의 협력 사례는 더 적다.

### 행동 및 문화적 옵션
개인과 가정이 적응에 아주 중요한 역할을 한다. 특히 개발도상국(global south)에서 그 예를 더 찾을 수 있다. 행동적 적응이란 위험을 줄이는데 도움이 되는 전략, 관행 및 행동의 변화이다. 홍수로부터 집을 보호하고, 가뭄으로부터 작물을 보호하거나 다양한 소득 창출 활동들을 선택하는 것들을 말한다. 이러한 행동적 적응은 적응의 가장 일반적인 형태이다.:2433

#### 식단과 음식물 쓰레기의 변화
음식물 쓰레기의 부패는 온도와 습도가 높을수록 증가한다. 또한 홍수 및 오염과 같은 극심한 사건에 의해서 증가하기도 한다.:787 이것은 식품 공급망의 다양한 지점에서 발생할 수 있기에 식량 안보와 영양에 위험이 될 수 있다. 적응 조치는 공급업체의 생산, 처리 및 기타 취급 관행을 되돌아본다. 손상된 제품을 분리하기 위한 추가 분류, 더 나은 보관 또는 개선된 포장을 위해 제품을 건조하는 것 등이 그 예이다..:787 소매업체와 소비자를 위한 다른 행동 변화 옵션으로는 온전하지 않은 과일과 채소의 수용, 잉여 음식의 재분배, 거의 유통기한이 지난 음식에 대한 가격 인하가 있을 수 있다.
칼로리를 초과 소비하는 지역의 식이 변화 옵션에는 육류 및 유제품을 식물성 식품의 더 높은 비율로 대체하는 것이 있겠다. 이는 완화와 적응 모두에 대한 이점을 가지고 있다. 식물성 식품 옵션은 에너지와 물을 보다 적게 소모한다. 적응 옵션은 지역, 사회경제 및 문화적 맥락에 더 적합한 식이 패턴을 조사할 수 있다. 사회문화적 규범은 음식에 대한 선호에 강한 영향을 미친다. 보조금, 세금 및 마케팅과 같은 정책은 적응에 도움이 되는 이와 같은 식단 선택을 지원할 수 있다.:799

#### 생활전략의 변화
농업은 적응에 많은 기회들을 제공한다.심는 시기를 변경하거나 기후 조건 및 해충 발생에 더욱 잘 적응하는 작물 및 가축으로 변경하는 방법이 있을 수 있다. 혹은 더 탄력적인 작물을 기르거나 유전자 변형 작물을 선택하는 방법도 있다.:787 이 모든 방법들은 식량 안보와 영양을 향상시키는 것을 목표로 한다.

#### 이주와 관리후퇴
이주는 어떤 사람들에게는 행동적인 기후 적응으로 간주되지만, 다른 사람들은 오히려 기후 반응으로 간주한다. IPCC 6차 평가 보고서는 "이주, 재배치 및 재정착과 같은 일부 반응은 적응으로 간주되거나 고려되지 않을 수 있다.":27
많은 요인들이 이주에 영향을 미치지만 이주가 기후변화에 얼마나 많이 영향을 받는가에 대해서는 설명하기 어렵다. 환경은 그저 많은 요소들 중 하나이다. 오히려 경제적, 인구 통계학적 또는 정치적 요인이 이주에 많은 영향을 주는 경우가 많다. 기후 변화는 간접적으로 영향을 끼치거나 다른 요인들에 비해 덜 중요한 원인이다.:1079–1080
계절이동 또는 유동은 유목민이나 도심에서 계절노동을 하는 것과 같은 전통적인 전략을 포함한다. 이는 일반적으로 자발적인고 경제적인 동기에 의하는 것이다. 기후변동과 극한의 날씨들은 이러한 이동에 영향을 미친다.:2428 날씨 변동성은 농업 소득과 고용 감소의 중요한 원인인데 기후 변화로 인해 이러한 영향을 받을 더 가능성이 높아졌다. 그 결과 시골에서 도시로의 이동이 증가하게 된다.:2428
사회적 보호와 여성의 권한 부여 촉진과 같은 적응 능력을 높이는 조치는 이주에 취약한 사람들을 도울 수 있다.:25 때때로 사람들은 이주를 원하지 않거나 할 수 없기도 하다. 그런 경우에는 정부가 사람들을 안전하게 보호하기 위해 개입할 필요가 있다.:1079–1081 이를 관리후퇴라고 한다.

#### 자연 기반 옵션
자연기반해법(NBS:Nature-Based Solution)은자연 및 생태계와 협력하여 사회와 전반적인 생물다양성에 이점을 제공한다. 기후변화라는 맥락에서 야생 종과 서식지에 혜택을 주고 지원하는 적응 및 완화 옵션을 제공한다. 이와 같은 방법은 종종 다른 지속 가능한 개발 목표에 기여한다.
자연 기반 해법은 생태계 기반 적응으로 알려진 행동을 포함하는 가장 중요한 용어이다. 그러나 자연기반해법는 기후 변화에 국한되지 않으며 기후 변화 완화를 이야기하기도 한다. 그렇기에 이것은 덜 구체적인 용어이다.:284 적응과 완화 두 접근 방식 모두 사람과 자연에 대한 이점을 동시에 제공해야 한다.

#### 생태계 및 생물다양성 지원
생태계는 기후 변화에 대한 회복력에 따라 지구 온난화에 적응한다. 인간은 생물 다양성을 강화하기 위해 생태계가 적응하는 것을 도울 수 있다. 한 가지 예는 생태계 간의 연결을 증가시켜 종들이 더 유리한 기후 조건으로 스스로 이동할 수 있도록 하는 것이며 혹은 인간의 운반을 통해 식물이나 동물의 이러한 이동을 도울 수 있다. 또 다른 예는 산호초가 기후 변화에서 살아남을 수 있도록 과학적인 연구 개발을 이용하는 것이다. 자연 및 반자연(semi-natural) 지역에서의 보호 및 복원은 복원력을 구축하는 데 도움이 되므로 생태계가 더 쉽게 적응할 수 있다.

#### 인간 및 사회 지원
생태계 적응을 촉진하는 많은 방법들은 생태계 기반 적응과 자연기반해법을 통해 인간의 적응을 돕기도한다. 예를 들어, 자연 화재 체제의 회복은 치명적인 화재 발생 가능성을 줄이고 이러한 위험에 대한 인간의 노출을 줄인다. 강의 수역을 더 넓히면 자연계가 더 많은 물을 저장해 놓을 수 있다. 이것은 거주 지역에서의 홍수 발생 가능성을 낮춘다. 녹지 제공과 나무를 심음으로서 가축에게 그늘을 만들어 준다. 일부 지역에서는 농업 생산과 생태계 복원 사이에 상충 관계가 있기도하다.

## 영향 유형별 옵션
일부 적응 옵션은 홍수 또는 가뭄과 같은 특정 기후 위험을 다룬다. 다른 옵션들은 다양한 위협들 뿐만 아니라 이주와 같이 이에 기여하는 다른 요인으로 인한 위험이 있을 때 나타난다.

### 홍수
도시나 마을에서 도시 침수로 인해 홍수가 발생하거나 해안 침수로 인하여 해안에서 발생할 수도 있으며 해수면 상승은 이러한 해안 침수를 더 악화시킬 수 있다. 일부 지역에서는 빙하호 붕괴 홍수의 위험 또한 존재한다.
많은 홍수의 적응 옵션들이 있다:
- 홍수방벽, 해벽, 양수능력 증대 등 홍수방호 개선 설치[72]
- 빗물 배수구로 해수가 역류하는 것을 방지하기 위한 장치 설치[73]
- 강우로 인한 유출 증가를 처리하기 위한 빗물탱크. 포장된 면적을 줄이거나 물이 스며드는 포장도로 변경, 물 완충 식물 추가, 지하 저장 탱크 추가, 가정용 빗물 통 보조금 지급 등이 있다.[74][75]
- 폐수처리장 펌프 올리기[73]
- 홍수 위험 지역의 주택 소유자 매수[76]
- 침수 방지를 위한 도로 수위 상승[72]
- 맹그로브 사용 및 보호[77]
- 빙하호 붕괴 홍수에 대비하여 빙하 호수 보호를 위해 제방을 콘크리트 댐으로 대체할 수 있으며 수력 발전을 제공할 수도 있다.[78]

비가 더 자주 내리는 지역에서는 폭풍수(빗물) 시스템의 용량을 늘릴 필요가 있다. 이를 통해 빗물과 블랙워터를 분리하여 성수기의 범람이 하천을 오염시키지 않도록 해야한다. 한 예로 쿠알라룸푸르의 SMART Tunnel시스템이 있다.
뉴욕시는 허리케인 샌디 이후 재건 및 복원 계획에 대한 포괄적인 보고서를 작성했다. 여기에는 건물이 침수되지 않도록 하는 내용을 담고있으며 폭풍 중과 폭풍 후에 발생하는 특정 문제를 재발 가능성을 줄이는 것을 목표로 한다. 여기에는 법적·교통적 문제, 침수된 보건의료시설, 보험료 인상, 전기·증기 발생·배전망 훼손, 지하철·도로터널 침수 등으로 인한 피해 영향을 받지 않은 지역에서도 발생하는 몇 주 동안의 연료 부족이 포함된다.

### 해수면상승
온실 가스 배출을 줄이는 것은 2050년 이후 해수면 상승 속도를 늦추고 안정화시킬 수 있다. 이것은 비용과 피해를 크게 줄일 수 있지만, 그것을 완전히 멈출 수는 없다. 따라서 해수면 상승에 대한 기후 변화 적응은 불가피하다.(p. 3–127) 가장 간단한 방법은 취약 지역의 개발을 중단하고 궁극적으로 사람들과 사회 기반 시설을 그들로부터 멀어지게 하는 것이다. 이러한 해수면 상승으로부터의 후퇴는 종종 사람들의 생계를 앗아간다. 이로인하여 새로이 가난해진 사람들의 이동은 그들의 새로운 가정에 부담을 주고 사회적 긴장을 야기할 수 있다.
강화된 보호 기능을 통해 해수면 상승에서의 후퇴를 방지하거나 최소한 이를 지연시킬 수 있다. 여기에는 댐, 제방 또는 개선된 자연 방어가있다. 다른 옵션으로는 홍수 피해를 줄이기 위해 건물 기준을 업데이트하거나, 만조 시 더 빈번하고 심하게 발생하는 홍수를 해결하기 위해 빗물 밸브를 추가하거나, 비용이 더 들더라도 토양의 염분에 더 잘 견디는 작물을 재배하는 것이 있다. 이러한 옵션은 경성적응(Hard adaptiation)과 연성적응(Soft adaptation)으로 나뉜다. 경성적응은 일반적으로 인간 사회와 생태계에 대한 대규모 변화를 수반하며 자본 집약적인 인프라 구축을 포함하는 경우가 대부분이다. 연성적응은 자연 방어와 지역 사회 적응을 강화하는 것을 말하며 일반적으로 단순하고 모듈식이며 지역 소유의 기술을 포함한다. 두 가지 유형의 적응은 상호 보완적이거나 상호 배타적이다. 적응 옵션은 종종 상당한 투자를 필요로 하지만 아무것도 하지 않을 경우 필요 비용이 훨씬 더 크다.

### 폭염
2020년의 연구에 따르면 현재 지구에서 인구의 3분의 1이 거주하는 지역은 향후 50년 이내에 사하라 사막의 가장 더운 지역만큼 더워질 것으로 예상된다. 이는 온난화 상한을 1.5 °C로 제한하기 위해 온실 가스 배출량을 급격하게 줄이지 않는 한 인구 증가 패턴의 변화와 이주 없이 발생할 것이다. 가장 큰 영향을 받게 될 지역은 2020년 현재 적응 능력이 거의 없다.
열섬현상으로 인해 도시는 폭염의 영향을 더 크게 받는다. 기후변화는 도시의 열섬효과를 초래하지 않지만 보다 빈번하고 격렬한 폭염을 유발하기에 이는 도시의 열섬효과를 증폭시키게 된다.:993 작고 밀집된 도시개발은 도시열섬효과를 증가시킬 수 있으며 이는 더 높은 온도와 더 높은 노출을 초래한다.
나무면적(tree cover)과 녹지는 도시의 열을 감소시킬 수 있다. 그것들은 그늘을 제공하고 증발 냉각을 촉진한다. 다른 옵션으로는 녹색지붕, 수동 주간 복사 냉각 적용, 도시 지역에서의 보다 밝은 색상의 표면사용과 흡수성이 낮은 건축 자재 사용 등이 있다. 이것들은 더 많은 햇빛을 반사하고 더 적은 열을 흡수한다. 혹은 도시의 나무를 더 내열성이 높은 품종으로 변경할 필요가 있을 수 있다.
증가된 열에 적응하는 방법은 다음과 같다:
- 에어컨과 냉방 시스템의 사용과 개발. 에어컨을 추가하면 학교와 직장이 더 시원해질 수 있지만  재생 가능한 에너지를 사용하지 않으면 추가적인 온실 가스 배출을 초래한다.
- 주택 및 냉동용 태양 에너지 패시브 냉각 시스템

### 농업에서의 강우 패턴 변화
기후 변화는 세계적인 강우 패턴을 바꾸고 있으며 이것은 농업에 영향을 미친다. 하늘바라기 농업은 세계 농업의 80%를 차지한다. 세계의 8억 5천 2백만명의 가난한 사람들 중 많은 사람들이 식량 작물을 재배하기 위해 강우에 의존하는 아시아와 아프리카의 일부 지역에 살고 있다. 기후 변화는 강우, 증발, 유출 및 토양 수분 저장을 변화시킨다. 가뭄이 길어지면 소규모 농가와 변방 농가가 망해게 되어 경제적, 정치적, 사회적 혼란이 가중될 수 있다.
물 가용성은 모든 종류의 농업에 강력한 영향을 미친다. 총 계절 강수량의 변화나 변동성 패턴 모두 중요하다. 개화, 수분, 결실 시의 수분 스트레스는 대부분의 작물에 해를 입힌다. 특히 옥수수, 콩, 그리고 밀에 해로우며 토양의 증발 증가와 식물 자체의 가속화된 증산은 수분 스트레스를 야기한다.
여러 적응 옵션이 있다. 하나는 가뭄에 더 잘 견디는 작물 품종을 개발하는 것이고 다른 하나는 지역 빗물 저장고를 건설하는 것이다. 짐바브웨에서 물을 수확하기 위해 작은 식물 분지를 사용한 것은 옥수수 수확량을 증가시켰다. 이것은 강우량이 풍부한지 부족한지에 따라 일어나며 니제르에서는 기장의 수확량이 서너 배 증가했다.
기후 변화는 식량 안보와 물 안보를 위협할 수 있다. 식량 안보를 개선하고 향후 기후 변화로 인한 부정적인 영향을 방지하기 위해 식량 시스템을 조정할 수 있다.

#### 관개에 대한 더 많은 지출
보다 따뜻한 기후에서 관개용 물에 대한 수요가 많아질 가능성이 높다. 이는 농업과 도시 및 산업에서의 이용자 간의 경쟁을 증가시킬 것이다. 스텝 지역에서 농업은 이미 가장 큰 물 소비자이다. 낮아지는 수위와 그로 인한 물 펌프 에너지 증가는 관개 비용을 더 비싸게 만들 것이며 특히 건조한 조건에서 에이커당 더 많은 물이 필요한 경우이다. 다른 전략은 수자원을 가장 효율적으로 사용할 수 있다. 국제 물 관리 연구소는 기후 변화에 비추어 아시아가 증가하는 인구를 먹여 살리는 데 도움이 될 수 있는 다섯 가지 전략을 제안했다. 이는 기존 관개 계획을 현대 농업 방식에 맞게 현대화하는 것; 지속 가능한 방식으로 지하수를 활용하여 자신의 물 공급을 찾으려는 농부들의 노력을 지원하는 것; 민간 부문과 협력하여 기존의 참여 관개 관리 계획을 넘어서는 것; 용량과 지식을 확장하는 것; 관개 부문 외부에 투자하는 것이다.

### 가뭄과 사막화
재조림은 기후 변화와 지속 불가능한 토지 사용으로 인한 사막화를 막을 수 있는 하나의 방법이다. 가장 중요한 프로젝트 중 하나는 사하라 사막의 남쪽 확장을 막는 것을 목표로 하는 녹색장성이다. 2018년까지 15%정도가 실행되었지만 그럼에도 이미 많은 긍정적인 효과가 있다. 여기에는 나이지리아의 황폐화된 땅 1200만 에이커(500만 헥타르)의 복원, 세네갈 전역에 가뭄에 강한 나무 약 3000만 에이커를 심는 것, 에티오피아에 3700만 에이커의 땅을 복원하는 것 등이있다. 수목 정비로 지하수 관정이 식수로 채워지고, 농촌 마을에 추가적인 식량 공급이 이루어졌으며, 마을 주민들의 새로운 노동력과 소득원이 생겨났다.

## 부문별 옵션
이 섹션은 기후 변화에 의해 영향을 받는 주요 부문과 시스템을 살펴보며 전문가들이 위험과 적응 옵션에 대해 평가했다.

### 생태계 및 생태계 서비스
더 알아보기: 기후변화가 해양에 미치는 영향
기후 변화로 인한 생태계의 주요 위험으로는 생물 다양성 손실, 생태계 구조 변화, 나무 고사율 증가, 산불 증가, 생태계 탄소 손실 등이 있으며 이 위험들은 서로 연결되어 있다. 종의 손실은 생태계 건강에 대한 위험을 증가시킬 수 있다.:279 산불은 세계 여러지역에서 생태계뿐만 아니라 인간들에게도 점점 위험을 가하고있다.:290 기후 변화로 인한 산불과 해충 감염 증가는 최근 북미에서 발생한 나무 고사율 대부분의 원인이다. :280
바다와 해안지역에서는 해양 온난화와 관련된 산호 표백이라는 위험이 있다. 이는 생태계의 구성을 변화시킬 수 있다. 산호의 표백률과 고사율은 인근 해안선과 섬에서의 홍수 위험을 증가시킨다. 또한 기후 변화로 인한 해양 산성화는 산호초와 바위 해안 및 다시마 숲과 같은 다른 생태계의 변화를 주도한다.:142
생태계는 기후 및 기타 환경 압력에 다양한 방식으로 반응할 수 있다. 개별 유기체는 성장, 움직임 및 기타 발달 과정을 통해 반응한다. 종과 개체군은 이동하거나 유전적으로 적응할 수 있는데 인간의 개입은 생태계를 더 탄력적으로 만들고 종의 이러한 적응을 도울 수 있다. 예를 들면 반-자연 서식지의 더 넓은 지역을 보호하고 종의 이동을 돕기 위해 경관과 경관 사이에 연결 고리를 만드는 것이다.:283
생태계 기반 적응 행동은 생태계와 인간 모두에게 이익을 제공한다. 그러한 적응에는 홍수 위험을 줄이고 수질을 개선하기 위하여 해안 및 하천 시스템을 복원하고, 기온을 낮추기 위해 도시에 더 많은 녹지를 조성하거나 대형 산불 위험을 줄이기 위해 자연 화재 체제를 복원하는 것 등이 있다. 질병 발생 위험을 줄이는 방법은 여러 가지가 있는데 인간, 야생 동물 및 농장 동물에 영향을 미치는 병원체의 감시 시스템 구축이 있다.:288,295

#### 식물과 동물의 인간보조이주
인간보조 이주는 식물이나 동물을 다른 서식지로 옮기는 행위이다. 목표 서식지는 이전에 이 종을 보유했을 수도 있고 보유하지 않았을 수도 있다. 유일한 요구 사항은 목표 서식지가 종을 지원하기 위한 생물기후 요구 조건을 충족해야 한다는 것이다. 보조이주는 위협적인 환경으로부터 해당 종을 옮기는 것을 목표로 하며 생물종에 실존적 위협을 가하지 않는 환경에서 생존 및 번식할 수 있는 기회를 제공하는 것을 목표로 한다.
지원 이주는 자연 선택이 적응할 수 있는 것보다 더 빠르게 진행되는 기후 변화에 의한 환경 변화에 대한 잠재적인 해결책이다. 자연적인 분산 능력이 떨어지는 종들이 멸종을 피할 수 있게 한다. 그러나 이전에 건강했던 생태계에 침입종과 질병이 유입될 가능성에 대한 논쟁을 불러일으켰다. 이러한 논쟁에도 불구하고, 과학자들과 토지 관리자들은 이미 특정 종의 보조 이주 과정을 시작했다. 나비의 기후 적응 가능성에 대한 여러 연구가 있다.

#### 적응적 산림시업
미국 내에서 연방 기관들은 산림 자원과 관련하여 자신들의 행동을 가이드하고, 미국 내 다른 산림 토지의 관리자들에게 가이드를 제공하기 위한 두 개의 중첩된 프레임워크를 개발했다. 첫 번째 프레임워크는 RRT(Resistance, Resilience, Transition)이며, 미국 산림청 연구 과학자들에 의해 개발되었다. 미국 국립공원관리청은 미국 지질조사국 내 과학자들과 함께 RAD 프레임워크(Resist, Accept, Direct)를 개발했다. 두 프레임워크 모두 "기후 변화와 미래의 숲: 불확실성 앞에서 관리"을 바탕으로 하였다. ASCC(Adaptive Silviculture for Climate Change) 프로젝트는 미국과 캐나다 전역에서 다양한 산림 생태계 유형의 네트워크에 걸쳐 일련의 실험적인 조림 시도들을 조성하기 위한 공동의 노력이다. 여기에는 캐나다와 미국 산림청, 주 산림청, 학술 기관 및 산림 이익 단체의 직원들의 노력들이 있었다.

### 건강
더 알아보기: 기후변화가 인류보건에 미치는 영향
기후 변화와 관련하여 건강에 영향을 주는 위험에는 한파, 폭풍 또는 장기간의 고온과 같은 극한 날씨들로 인한 직접적인 위험들이 있다. 또한 영양 부족으로 인한 정신 건강 영향이나 극한 날씨로 인한 퇴거와 같은 간접적인 위험도 있다.:1076 마찬가지로 녹지에 대한 접근권 상실, 공기 질 저하 또는 기후 변화에 대한 불안으로 인한 정신 건강 위험등이 있다.:1076,1078 전염병의 전염 조건의 변화로 인한 추가적인 위험이 있으며 말라리아와 뎅기열은 특히 기후에 민감하다.:1062
새로이 발생하거나 증가된 감염병 위험에 적응하기 위한 여러 접근법이 있다. 여기에는 WASH(water, sanitation and hygiene)서비스를 통한 개선된 주택 및 더 나은 위생 조건을 통한 벡터 제어가 포함된다. 살충제 처리된 모기장과 실내 분무도 포함될 수 있으며 식품 매개 질병의 경우 식품 가공 및 보관이 포함된다.:1107
열에 대한 적응 옵션에는 에어컨에 대한 접근성을 확대하고 폭염에 대한 조기 경보 시스템을 포함하는 등의 열 행동 계획을 수립하는 것이 있으며 차양 및 환기를 포함하는 패시브 냉각 시스템 또한 가능하다. 이것에는 개선된 건물 및 도시 디자인과 계획, 녹색 기반 시설 또는 공공 냉각 센터의 일부가 될 수 있다.:1108–1109
정신 건강 영향에 대응하기 위한 적응 옵션에는 자금증대와 정신 건강 관리 접근성 향상, 기후 회복력에 정신 건강을 통합하는 것, 재해 위험 계획, 재해 후 지원 개선 등이 있다.:1112 정신 건강은 또한 건강한 자연 공간의 디자인, 교육 및 문화 활동과 같은 광범위한 활동으로부터 이익을 얻으며 또한 식량 안보 및 영양과 밀접한 관련이 있다.

### 도시들
상승하는 온도와 폭염은 도시의 주요 위험이다. 따뜻해지는 온도와 함께 도시 열섬 효과는 더 악화될 가능성이 있다. 인구 증가와 토지 사용 변화는 도시의 인간 건강과 생산성 위험에 영향을 미칠 것이다.:993 도시 침수는 또 다른 주요 위험이다. 특히 해수면 상승과 폭풍 해일로 인해 홍수 위험이 악화되는 해안 주거지의 경우에 그러하며 물 가용성 감소로 인해 추가적인 위험이 발생한다. 공급이 커져가는 정착지의 수요를 충족시킬 수 없을 때 도시 주민들은 물 불안정과 기후 영향에 노출된다. 이는 강우량이 적은 기간에 특히 그러하며 이러한 주요 위험은 도시마다, 그리고 같은 도시에 있는 다른 그룹들 사이에 큰 차이가 있다.:993
도시의 적응 옵션에는 부동산 내외에서의 홍수 조절 조치와 도시 배수 프로젝트가 있다. 다른 예로는 자연 기반 솔루션(예: 바이오스웨일 또는 기타 식생 기반 시설)과 해안선을 따라 맹그로브 숲의 복원 및 보호가 있다. 식생 회랑, 녹지, 습지 및 기타 녹색 기반 시설도 열 위험을 줄일 수 있다. 에어컨을 설치하거나 반사율이 높은 자재로 '시원한 지붕'을 설치하거나 태양 굴뚝을 설치하는 등의 건물 설계도 도움이 될 수 있다. 건축 법규, 구역 설정 및 토지 사용 조치의 입법과 같은 몇 가지 제도적 적응은 도시에 특히 중요하다.:952
많은 도시들이 사회적, 경제적 활동, 시민 당국 및 인프라 서비스를 하나로 모으는 도시 전체의 적응 전략과 계획을 통합하였다. 이러한 조치는 지역 사회, 국가 정부, 연구 기관 및 민간 및 제3 부문과 협력하여 시행될 경우 더 효과적이다.:994

### 물
기후 변화는 지역에 걸쳐 전반적이고 계절적인 물의 가용성에 영향을 미치고 있다. 기후 변화는 비의 변동성을 증가시킬 것으로 예상되며 수량뿐만 아니라 수질에도 영향이 있을 것이다. 홍수는 오염물질들로 수역을 더럽히고 물 기반시설을 손상시킬 수 있다. 많은 지역에서, 특히 열대와 아열대 지역에서, 때때로 연속적으로 몇 년에 걸쳐, 더 긴 건기와 가뭄이 발생한다. 이는 토양을 건조하게 하고 지하수위를 낮추며 강의 흐름을 줄이거나 변화시킨다. 생태계와 경제의 물을 사용하는 많은 부문에 위험이 있다.:660 농업은 물 가용성의 변화에 영향을 받아 식량 안보를 위험에 빠뜨릴 가능성이 높은 분야이다. 관개는 종종 지하수 고갈과 물 순환의 변화에 기여하며 그것은 때때로 가뭄을 더 악화시킬 수 있다.:1157
농업에서 가장 인기 있는 적응은 물 집약적인 작물 또는 가뭄 및 홍수에 강한 품종을 선택하는 것이며 장마 시작에 따라 파종과 수확 시기를 바꾸는 방법 또한 있다. 물을 절약하기 위한 다른 기술 옵션이 있다.:584 물은 수력 발전, 발전소 냉각 및 광업과 같은 다른 산업들에서 사용된다. 수력 발전소 설계 및 제어 시스템을 적용하여 더 적은 물로 작동하거나 다른 재생 에너지로 에너지 생성을 다양화하는 것이 효과적인 옵션이다.:626

### 생계와 지역사회
기후 변화는 생계와 생활 조건에 중요한 영향을 미친다. 여기에는 천연 자원 및 생태계, 토지 및 기타 자산에 대한 접근이 포함된다. 물과 위생, 전기, 도로, 통신과 같은 기본 인프라 서비스에 대한 접근은 기후 변화에 대한 지역 사회의 또 다른 취약한 면이다.:1119
생계와 관련된 가장 큰 위험은 농업 수확량의 손실, 인간의 건강과 식량 안보에 대한 영향, 주택 파괴 및 소득 손실에서 온다. 생계를 의존하는 어류와 가축에도 위험이 있다. :1178 또한 일부 지역사회와 생계는 돌이킬 수 없는 개발에 대한 손실과 도전 그리고 복잡한 재해 위험들에 직면해 있다.:1214
기후 변화의 결과는 가장 가난한 인구에게 가장 심각한 영향을 미친다. 이들은 극한의 온도와 가뭄과 같은 위험들에 불균형적으로 더 많이 노출된다. 그들은 일반적으로 더 적은 자원과 자산을 가지고 있으며 자금, 지원 및 정치적 영향력에 대한 접근성이 낮다. 차별, 성 불평등, 자원에 대한 접근 부족으로 인하여 다른 형태의 불이익이 있으며 장애를 가진 사람이나 소수 집단이 포함된다.:1251
가정 및 지역사회를 위한 생계 부문 전반에 걸친 가장 일반적인 적응 대응은 엔지니어링 및 기술 옵션이다. 여기에는 특정 토지 사용을 보호하기 위한 전통적인 인프라, 유역 복원과 같은 생태계 접근 방식 또는 기후 스마트 농업 기술이 있다. 적응을 위해서는 다양한 자연 자산에 대한 공공 및 민간 투자가 필요하며 가장 가난한 사람들을 포함한 지역 사회의 요구를 우선시하는 기관이 필요하다.:1253

### 국제적 영향과 연쇄적 위험
국제 기후 위험은 국경을 초월하는 기후 위험이다. 때때로 한 국가 또는 지역에서의 기후 변화 영향은 다른 국가의 사람들에게 더 많은 결과를 가져오며 위험은 한 국가에서 이웃 국가로 또는 한 국가에서 먼 지역으로 확산될 수 있다. 또한 위험은 여러 국경과 섹터에 걸쳐 다른 곳에서 연쇄적으로 발생하고 영향을 미칠 수 있다. 예를 들어, 2011년 태국 홍수의 영향은 일본, 유럽 및 미국의 자동차 부문 및 전자 산업에 영향을 미치는 제조 공급망에서의 붕괴를 초래하였다.:2441–2444
이에 대한 적응옵션들은 아직 덜 개발되었다. 여기에는 원산지에 탄력적인 인프라를 개발하거나, 수취국에서 더 많은 완충을 위해 저장 시설을 늘리거나, 무역을 다각화하고 재경로화하는 것이 있다.:2441–2444

## 비용과 자금

### 경제적비용
기후 변화에 적응하는 데 드는 경제적 비용은 기후가 얼마나 변하느냐에 달려 있으며 높은 수준의 온난화에는 상당히 높은 비용이 필요하다. 전 세계적으로 적응에는 향후 수십 년 동안 매년 수백 또는 수천억 달러가 소요될 것으로 예상된다. IPCC의 가장 최근 요약에 따르면 2030년까지 기후변화 영향으로 적응에 연간 150억~4,110억 달러가 소요될 것으로 예상되며 대부분의 추정치는 1,000억 달러를 훨씬 상회한다.:Cross-Chapter Box FINANCE 이러한 비용은 현재 사용 가능한 재정보다 훨씬 높기 때문에 적응 갭(Adaptation gap)이 있는데 이것은 특히 개발도상국에서 시급하며:SPM C1.2 이 갭은 점점 더 벌어지고 있기에:ch 17 적응에 가장 큰 방해물이다. 갭이 커지는 것은 추적된 전 세계 기금의 거의 대부분이 완화에 사용되기 때문이다. 적응에 사용되는 자금은 극히 일부이다.
더 많은 지역별 추정치도 가능하다. 예를 들어, 아시아 개발 은행은 아시아 태평양 지역의 기후 변화 경제에 대한 일련의 연구를 가지고 있다. 이러한 연구는 적응 및 완화 조치에 대한 비용 분석을 제공한다. WEAP(Water Evaluation and Planning System)는 수자원 연구자와 기획자를 지원하여 기후 변화의 영향과 적응을 평가한다. 유엔 개발 계획의 기후 변화 적응 포털에는 아프리카, 유럽 및 중앙 아시아, 아시아 및 태평양의 기후 변화 적응에 대한 연구들이 있다.

### 비용편익분석
2007년 기준, 적응을 위한 종합적인 글로벌 비용 및 편익 평가가 여전히 부족하다.:719 그 이후로 광범위한 연구 문헌이 등장했지만 일반적으로 개발도상국이나 한 부문 내에서의 적응에 초점을 맞추고 있다. 많은 특정 상황에서의 적응 옵션들은 피해를 방지하는 것보다 적은 금액이 들 것이다. 그러나 전 세계적인 추정치는 다소 부정확하다.:ch 15:Cross-Chapter Box FINANCE

### 국제기금
유엔기후변화협약은 개발도상국 당사국들에게 적응을 지원하기 위한 재정적 메커니즘을 통합하고 있다. 이것은 협약 제11조에 명시되어 있다. 2009년까지 UNFCCC 금융 메커니즘에 따라 3개의 펀드가 있었다. 지구환경기금은 특별기후변화기금(SCCF)과 최빈국기금(LDCF)을 관리한다. 적응 기금은 2009년과 2010년 COP15와 COP16 동안의 협상에서 마련되었으며 자체 사무국이 있다. 처음 교토의정서가 이행될 당시 적응기금은 청정개발체제(CDM)에 대한 2%의 부담금으로 조달되었다.
2009년 코펜하겐 정상회의에서 각국은 2020년까지 기후변화 완화와 적응을 위해 개발도상국에 매년 1,000억 달러를 지원한다는 목표를 약속했다. 녹색기후기금은 2010년에 이 기후기금을 동원하기 위한 채널 중 하나로 만들어졌다. 2015년 파리 회의인 COP21은 연간 1,000억 달러가 완화와 적응 사이에 균형 잡힌 분할을 수반해야 할 것을 분명히 했다. 하지만 020년 년2  기준, 약속한 연간 1,000억 달러가 완전히 전달되지 않았다. 대부분의 개발도상국 기금은 여전히 완화를 목표로 하고 있었다. 적응은 2020년에 제공된 공공 재정의 21%만 받았다..
2021년 다자개발은행의 국제적 적응기금 규모는 190억 유로를 넘었다. 이는 적응 자금 조달이 증가했음을 의미한다. 다자간 은행들은 COP27에서 기후변화에 관한 공동선언문을 통해 적응기금을 늘리겠다고 약속했다. 이는 특히 저소득 국가, 작은 섬 개발도상국 및 소외된 사람들을 대상으로 한다. 유럽 투자은행은 기후 적응에 중점을 둔 프로젝트 비율을 75%로 높일 것이라고 밝혔다. 일반적인 은행은 프로젝트에 최대 50%정도의 비율을 갖는다.
또한 2022년에 각국은 지역사회가 적응이 충분하지 않거나 너무 늦게 오는 피해 및 위험을 예방, 최소화하거나 해결할 수 있도록 지원하기 위한 손실 및 피해(Loss and Damage)기금 설립 제안에 합의했다.:63
유엔환경계획(UNEP)이 발간한 2023년 11월 적응 갭 보고서에 따르면 매년 1,940억 달러에서 3,660억 달러의 적응 재정 갭이 발생한다. 개발도상국의 적응 수요는 연간 2,150억 달러에서 3,870억 달러로 추정되며, 이는 현재 국제 공공 재정의 적응 흐름의 10-18배에 해당한다. 보고서는 또한 개발도상국에 대한 국제 공공 기후 기금이 2021년에 213억 달러로 15% 감소했다고 지적한다. COP 26 공약에 부합하기 위해 2022년부터 2025년까지 연평균 최소 16%의 증가가 필요하기에 적응 재정의 시급성이 강조되고있다.

### 추가성
국제 적응 기금의 핵심 특징은 추가성이다. 이는 적응 기금과 다른 수준의 개발원조 사이의 연관성을 이야기한다. 많은 선진국들은 이미 개발도상국에 국제 원조를 제공하고 있다. 이는 빈곤, 영양실조, 식량 불안정, 식수 가용성, 부채, 문맹, 실업, 지역 자원 갈등 및 낮은 기술 발전과 같은 문제를 해결한다. 기후 변화는 이러한 문제들 중 일부를 해결하기 위한 진행을 악화시키거나 지연시킬 수 있으며, 새로운 문제를 만든다. 추가성은 기존 원조가 방향을 바꾸는 것을 방지하기 위한 적응에 드는 추가 비용을 말한다.
추가성의 네 가지 주요 정의는 다음과 같다:
1. 기후 기금은 원조로 분류되지만 새천년 개발 목표에 추가됨;
2. 기후변화 완화를 위해 지출되는 전년도 공적개발원조(ODA) 증가;
3. 기후변화 재정을 포함하되 일정 비율로 제한하는 ODA 수준 상승; 그리고
4. ODA와 연계되지 않은 기후재정 증가;

추가성에 대한 비판은 평소와 같이 사업을 장려한다는 것이다. 기후 변화의 미래 위험을 고려하지 않기 때문이다. 일부 지지자들은 기후 변화 적응을 빈곤 감소 프로그램에 통합할 것을 제안했다.
2010년부터 2020년까지 덴마크는 지구 온난화 적응 지원을 GDP의 0.09%에서 GDP의 0.12%로 3분의 1가량 증대하였다. 하지만 여기에는 추가 기금이 포함되지 않았다. 대신, 원조는 다른 외국 원조 기금으로부터 받았다. 폴리티켄은 "기후 원조는 가장 가난한 사람들로부터 받는다"라고 썼다.

## 도전과제

### 상이한 시간 척도
적응은 변화를 예상하고 이루어질 수도 있고 변화에 대한 대응일수도 있다. 예를 들어, 유럽 알프스의 인공 눈 만들기는 현재의 기후적 경향에 대한 반응이다. 캐나다의 컨페더레이션 브리지(Confederation Bridge)를 더 높은 고도에 건설하는 것은 향후 해수면 상승이 다리 아래를 통과하는 선박에 미치는 영향을 고려한 것이다.
정책 결정자들은 장기적인 계획보다는 단기적인 변화를 제정하는 데에서 더 많은 이익을 얻기 때문에 효과적인 적응 정책을 시행하기 어려울 수 있다. 기후 변화의 영향은 일반적으로 단기적으로 나타나지 않기 때문에 정책 결정자들은 행동할 동기가 적다. 게다가 기후 변화는 전 세계적으로 일어나고 있다. 이를 위해서는 기후 변화에 적응하고 대처하기 위한 글로벌 프레임워크가 필요하다. 기후 변화 적응 및 완화 정책의 대부분은 지역마다 다른 적응이 필요하기에 보다 지역적인 규모로 시행되고 있다. 그렇기에 보다 큰 영역인 국가 정책과 글로벌에서의 정책은 종종 제정하기가 더 어렵다.

### 부적응
많은 적응이 단기적인 기후 변동성과 관련하여 이루어진다. 그러나 이것은 장기적인 기후 경에 대한 부적응을 유발할 수 있다. 강의 수위가 더 높은 기간 이후 서 시나이 사막으로 이집트의 관개가 확장되는 것은 이 지역의 건조가 더 장기적으로 예상된다는 점을 감안할 때 부적응이라고 할 수 있다. 한 규모에서의의 적응은 다른 사람이나 조직의 적응 능력을 줄임으로써 다른 규모로의 영향을 미칠 수 있다. 이는 적응 비용과 이점에 대한 광범위한 평가가 소규모로 조사되는 경우가 많다. 적응은 어떤 사람들에게는 이익이 될 수 있지만 다른 사람들에게는 부정적인 영향을 미칠 수 있는 것이다. 적응 능력을 높이기 위한 개발 개입은 지역 주민을 위한 권력이나 기관의 증가로 이어지지 않는 경향이 있다. 기관은 적응 능력의 다른 모든 측면들에서 중심적인 요소이므로 기획자는 이 요소에 더 많은 주의를 기울여야 한다.

### 적응 한계
사람들은 항상 기후 변화에 적응해 왔다. 몇몇 지역 사회의 대처 전략들은 이미 존재한다. 파종 시기를 변경하거나 새로운 절수 기술을 채택하는 것이 그 예이다. 전통적인 지식과 대처 전략들은 유지되고 강화되어야 한다. 그렇지 않으면 환경에 대한 현지 지식이 손실되어 적응 능력이 약화될 위험이 있다. 이러한 현지 기술을 강화하고 이를 기반으로 하면 적응 전략을 용이하게 한다. 이는 더 많은 지역사회의 주인의식을 함양하고 그들의 프로세스 참여를 유도하기 때문이다. 대부분의 경우 이는 새로운 조건에 적응하기에 충분하지 않을 것이다. 이전에 경험했던 범위를 벗어날 수 있기에 새로운 기술이 필요할 것이다.
기후 변화의 취약성과 위험성이 증가함에 따라 점진적인 적응이 불충분해졌다. 따라서 훨씬 더 크고 비용이 많이 드는 변혁적 적응이 필요하다. 현재의 개발 노력은 점점 더 지역 사회 기반의 기후 변화 적응에 초점을 맞추고 있다. 적응 전략에 대한 현지 지식을 강화하고 지역주민의 참여를 활성화하며 그들의 주인의식을 강화하고 노력한다.
2022년 IPCC 6차 평가보고서에서는 적응 한계를 상당히 강조하고 있다.:26 적응에 있어서 강성적응 한계와 연성적응 한계를 구분한다. 보고서는 호주, 작은 섬, 미국, 아프리카, 유럽의 인간 시스템을 포함한 일부 인간 및 자연 시스템은 이미 "연성적응 한계"에 도달했으며 산호, 습지, 열대 우림, 극지방 및 산악 지역의 생태계와 같은 일부 자연 시스템은"강성적응 한계"에 도달했다고 밝혔다. 기온 상승이 1.5 °C (2.7 °F)에 도달할 경우 빙하와 눈에 의존하는 지역과 작은 섬에서는 추가적인 생태계와 인간 시스템이 강성적응 한계에 도달할 것이다. 온도가 2°C(3.6°F) 상승하면 많은 지역의 주요 작물에 대해 연성적응 한계에 도달하고, 유럽 일부 지역에서는 3°C(5.4°F)에서 강성적은 한계에 도달하게 된다.:26

### 적응에 대한 민간투자 유인
기후 변화 적응은 완화보다 훨씬 더 복잡한 투자 영역이다. 이는 주로 프로젝트에 대한 투자 자본수익률에 대해 매력적인 명확한 수익원이나 비즈니스 사례가 없기 때문이다. 민간 투자에는 몇 가지 특정 도전과제가 있다:
- 적응은 종종 비시장 부문에서 필요로하거나 많은 사람들에게 이익이 되는 공공재에 집중되기에 민간 부문에 매력적인 프로젝트가 부족함;
- 단기적으로 필요한 투자 시기와 중장기적으로 발생할 수 있는 이익 사이의 간극이 있기에 미래 수익은 투자자에게 단기 수익보다 덜 매력적임;
- 투자 기회에 대한 정보 부족. 이것은 특히 미래의 영향과 이익과 관련된 불확실성에서 고려되며 수익이 더 긴 기간에 걸쳐 발생할 경우 주된 고려 사항이 됨;
- 적응 프로젝트를 설계하고 법적, 경제적, 규제적 프레임워크의 재정적 의미를 이해하기 위한 인력과 역량사이에 갭이 있다.

하지만 이 부분에서 상당한 변혁이 이루어지고 있다. 이는 민간 부문 기금이 적응 기금 갭을 줄이는 데 더 큰 역할을 할 가능성을 높이고 있다. 경제학자들은 기후 적응 계획이 기업 투자의 시급한 우선 순위가 되어야 한다고 말한다.

### 완화와의 절충
적응과 완화 사이의 상충 관계는 기후 관련 조치가 다른 방향을 가리킬 때 발생할 수 있다. 예를 들어, 소형 도시 개발은 운송 및 건물의 온실 가스 배출 감소로 이어질 수 있다. 반면, 도시 열섬 효과를 증가시켜 온도를 높이고 노출을 증가시켜 적응을 더 어렵게 할 수도 있다.

## 이행 계획 수립 및 모니터링
기후 적응 계획 수립은 부정적인 영향의 위험 정도를 관리하는 것을 목표로 한다. 적응 계획은 위험 관리와 유사하다. 이는 평가, 행동, 학습 및 조정의 연속적인 과정이지, 한 세트의 결정으로 끝나지 않는다. 이와같이 적응을 계획하고 실행하는 것은 서로 밀접하게 연결되어 있다.:133
적응 계획 수립은 활동이다. 그러나 이것은 또한 적응의 유형과 관련되어 있다. 계획된 적응은 때때로 자율적응과 구별된다.
적응 계획 수립의 또다른 중요한 개념은 쥬류화이다. 주류화란 기후 변화를 수립된 전략, 정책 또는 계획에 통합하는 것을 의미한다. 이는 별도의 기후 적응 활동을 개발하는 것보다 더 효율적일 수 있으며 성공 가능성이 높으며 보다 더 지속가능하다.:28:15 정책 입안자의 사고방식과 관행을 변화시켜 새로운 문제들을 가져오고 이를 널리 받아들이도록 하는 것이다.:968
이러한 유형의 통합을 위한 핵심 진입점은 국가 개발 계획이며 신규 및 기존 국가 정책, 부문별 정책 및 예산을 고려해야 한다. 마찬가지로 도시에서 적응을 주류화하는것은 토지 이용 계획과 같은 기존 도시 계획을 고려해야 한다.:166 이러한 접근 또한 단점이 있는데 독립형 적응 프로그램의 가시성이 떨어졌다는 비판이 있다.:166
적응 계획은 일반적으로 기후 변화에 대한 위험과 취약성에 대한 평가를 기반으로 하며 이러한 위험을 줄이기 위한 다양한 조치들의 상대적 편익과 비용을 평가한다.계획에 따라 다음 단계는 이행이다. EU 적응 지원 도구와 같이 적응 프로세스의 일반적인 단계를 개략적으로 설명하는 지침이 개발되었다.
1. 적응 기반 마련
2. 기후변화 위험 및 취약성 평가
3. 적응 옵션 식별
4. 적응 옵션 평가
5. 적응 이행
6. 적응 모니터링 및 평가

2022년 현재 적응 노력은 실행보다는 적응 계획에 더 초점을 맞추고 있다. 모든 지역과 부문에서 진전이 있었지만 현재 적응에서의 필요와 이행 간의 갭은 계속 증가하고 있다.:20:130
적응에 대한 모니터링 및 평가는 적응 조치가 계획대로 진행되는지 확인하는 데 중요하며 이를 개선하고 어떤 추가 조치가 필요한지 이해하기 위한 교훈을 제공해준다. 국가 및 지역 단위에서 모니터링 및 평가 시스템의 개발 및 이용이 증가하고 있다. 2020년 기준으로 약 4분의 1의 국가에서 모니터링 및 평가 프레임워크를 구축하고 있다.:28:20

### 국가 및 도시별
국가 정부는 일반적으로 기후 적응을 위한 정책을 수립하고, 계획하고, 조정하고, 재정을 분배하는 데 핵심적인 역할을 하며 국제 협약을 통해 국제 사회에 책임을 지는 역할을 한다. 많은 국가들이 파리 협정에 따라 제출된 국가별기후행동계획(NDCs) 및 국가 적응 계획에 적응 계획을 문서화한다. 개발도상국은 국가 적응 계획을 개발하는 데 도움이 되는 국제 자금을 지원 받을 수 있다.
2020년 기준 72%의 국가가 계획, 정책 또는 전략과 같은 높은 수준의 적응 법을 보유하고 있다. 최소한, 인구가 노출되는 기후 위험을 크게 줄이지 않기 위해 프로젝트의 가시적인 구현을 진행한 경우는 상대적으로 적었다.
국가들은 또한 하위 국가 정부 당국을 위한 계획을 개발하는 데 진전이 있었다. 여기에는 군/도 단위, 부문 및 도시 계획이 포함된다. 2020년에는 약 21%의 국가가 하위 국가 계획을 가지고 있었고 58%는 부문별 계획을 가지고 있었다.
2022년 현재, 다른 국가 계획 및 계획 시스템에 적응 우선 순위를 보다 잘 통합하고 있다. 계획은 또한 더 포괄적이다. 이는 기후법과 정책이 점점 더 장애인, 어린이, 젊은이, 미래 세대 등 다양한 집단을 언급하고 있음을 의미한다.
많은 도시들이 그들의 사회적, 경제적 활동, 시민 당국 및 인프라 서비스를 하나로 모으는 도시 전체의 적응 전략 또는 계획을 통합하였다.:994 세계 812개 도시를 대상으로 조사한 결과 93%가 기후변화로 인한 위험이 있다고 응답했고, 43%는 2021년에 적응계획이 없으며, 41%의 도시가 기후위험 및 취약성 평가를 수행하지 않은 것으로 나타났다.

### 글로벌 목표
지속 가능한 개발 목표 13은 기후 관련 문제에 대한 국가의 회복력과 적응 능력을 강화하는 것을 목표로 한다. 이 조정에는 인프라, 농업 및 교육과 같은 많은 영역이 포함된다. 파리 협정에는 적응을 위한 몇 가지 조항이 포함되어 있다. 국가별기후행동계획(National Determined Contributions)의 적응 구성 요소를 통해 글로벌 책임 개념을 촉진하고 의사소통을 개선하고자 하며, 선진국에서 보다 취약한 국가로의 적응을 촉진하기 위해 일부 재정 지원과 기술 이전을 제공해야 한다는 합의를 포함하고 있다.
유엔은 인구 증가를 고려할 때 아프리카가 이 지역에서의 지속가능 개발 목표를 달성하기 위해 연간 1조 3천억 달러의 자금이 필요할 것으로 추정하고 있다. 국제통화기금은 또한 기후 적응 비용을 충당하기 위해서만 500억 달러가 필요할 것으로 추정하고 있다.

## 역사
1990년대 초 기후 변화가 국제 정치 의제에서 처음 각광을 받을 때, 적응에 대한 이야기는 주로 온실 가스의 배출을 줄이는 것을 의미하는 완화를 위한 효과적인 조치에 대한 합의에 도달할 필요성을 고려할 때 방해로 여겨졌다. 20세기 후반에서 21세기 초반에도 몇몇 사람들은 적응에 찬성하는 목소리를 냈었다. 2009년과 2010년에 이르러 국제 기후 협상에서 적응이 더 많은 관심을 받기 시작했다. 코펜하겐 정상회의에서의 제한적인 진전은 기대했던 것보다 배출가스 감축을 위한 국제적 합의를 이루는 것이 더 어려울 것임을 분명히 한 이후였다. 2009년, 세계의 부유한 국가들은 개발도상국들이 기후 적응 프로젝트에 자금을 대는 것을 돕기 위해 매년 총 1,000억 달러를 제공하기로 약속했다. 이 약속은 2010년 칸쿤 정상회담과 2015년 파리 회의에서 강조되었다. 약속은 이행되지는 않았지만, 2010년에서 2020년 사이에 부유한 국가들이 적응을 위해 제공한 자금 규모는 증가했다.
기후 변화 적응은 지방 당국이 더 중점을 두는 경향이 있는 반면, 국가 및 국제 정치는 완화에 중점을 두는 경향이 있다. 물론 예외도 있다. 특히 기후 변화의 영향에 노출되어 있다고 느끼는 국가들에서는 때때로 국가적 차원에서도 적응에 더 초점을 맞추고 있다.